# Żararaka pospolita
Żararaka pospolita, żararaka (Bothrops jararaca) – gatunek jadowitego węża z rodziny żmijowatych (Viperidae) i podrodziny grzechotników (Crotalinae). Jest jednym z najbardziej niebezpiecznych węży Ameryki Południowej.
Stosunkowo duży wąż – dorastający maksymalnie do 160 cm długości, chociaż przeciętne rozmiary są znacznie mniejsze. Ubarwiony szarawo, zielonawo lub niemal całkowicie czarno. W tylnej części ciała znajduje się nieregularny rysunek.
Żararaka występuje w miejscach o bogatej roślinności (plantacje, skraje lasów, zalesione wybrzeża morskie). Spotykana również na drzewach i krzewach.
Ze względu na wysoką agresywność żararaka jest uznawana za jednego z najniebezpieczniejszych węży Ameryki Południowej. Według statystyki szpitala im. Vitala Brazila w Butantan w Brazylii – prowadzonej w latach 1954–1960 i opracowanej na podstawie 730 leczonych tam przypadków – węże te spowodowały 87,4% ogólnej liczby ukąszeń. Śmiertelność dorosłych w przypadkach nieleczonych surowicą dochodzi do 8–10%.